# Margaromma torquata
Margaromma torquata är en spindelart som beskrevs av Simon 1902. Margaromma torquata ingår i släktet Margaromma och familjen hoppspindlar. Inga underarter finns listade i Catalogue of Life.